# Markovce
Markovce(mađ. Markóc) je selo na krajnjem jugu Republike Mađarske.
Zauzima površinu od 5,79 km četvornih.

## Zemljopisni položaj
Nalazi se na 45° 52' sjeverne zemljopisne širine i 17° 46' istočne zemljopisne dužine, 3,5 km sjeveroistočno od Drave i granice s Hrvatskom. Sopje i Sopjanska Greda u RH su 5 km jugozapadno. 
Martince su 3,5 km jugozapadno, Brlobaš je 7 km zapadno-sjeverozapadno, Lukovišće je 5 km sjeverozapadno, Fok je 1,5 km sjeverno, Bogdašin je 1,5 km sjeveroistočno, kotarsko sjedište Šeljin je 5 km istočno, Ivanidba je 3 km istočno-jugoistočno, Starin je 4,5 km jugoistočno, Križevce su 1,5 km, a Drvljance 2 km južno.

## Upravna organizacija
Upravno pripada Šeljinskoj mikroregiji u Baranjskoj županiji. Poštanski broj je 7967. 

## Povijest
U povijesnim dokumentima se spominje 1403. pod imenom Markochel, a 1492. kao Markowcz.
Pečki arhiđakon je prvi poznati vlasnik ovog sela. Kasnije je pripadalo obiteljima Istvánffy, Doby, i Somssych.
1480. su Markovce pripadale dégski ogranak obitelji Feštetić.
U blizini današnjih Markovaca je postojalo selo Mokárfa sve do turske okupacije, za čije je vlasti uništeno. Stanovnici su preuzeli ime obližnje lokacije i to je bilo kasnijim imenom sela.

## Stanovništvo
Markovce imaju 57 stanovnika (2001.). Mađari su većina. U selu ima 14% Roma i 7,4% Hrvata, za desetinu seljana nije poznata nacionalnost. 36% stanovnika su rimokatolici, a 38% su kalvinisti.

## Vanjske poveznice
- Markovce na fallingrain.com